# Pepys Island

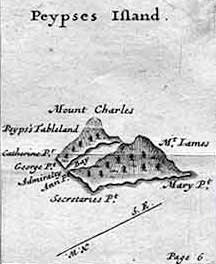

Pepys Island era un'isola fantasma che si credeva situata 230 miglia a nord delle Isole Falkland. 
Fu descritta per la prima volta da Ambrose Cowley nel 1684, forse confondendo le coordinate di una delle Falkland. La chiamò in onore di Samuel Pepys, segretario dell'ammiragliato. Altri esploratori come William Dampier non la nominano. Il nome fu anche usato per la Georgia del Sud.
Molte spedizioni tentarono di localizzare l'isola nel Settecento. Alcune, compresa quella di John Byron, la identificarono con le Falkland. Altri, come Louis Antoine de Bougainville, Lord Anson e Capitan Cook continuarono a cercarla fino al 1780-1790, quando il diario originale di Cowley fu riscoperto e fu notato l'errore.